# Programa de doce pasos

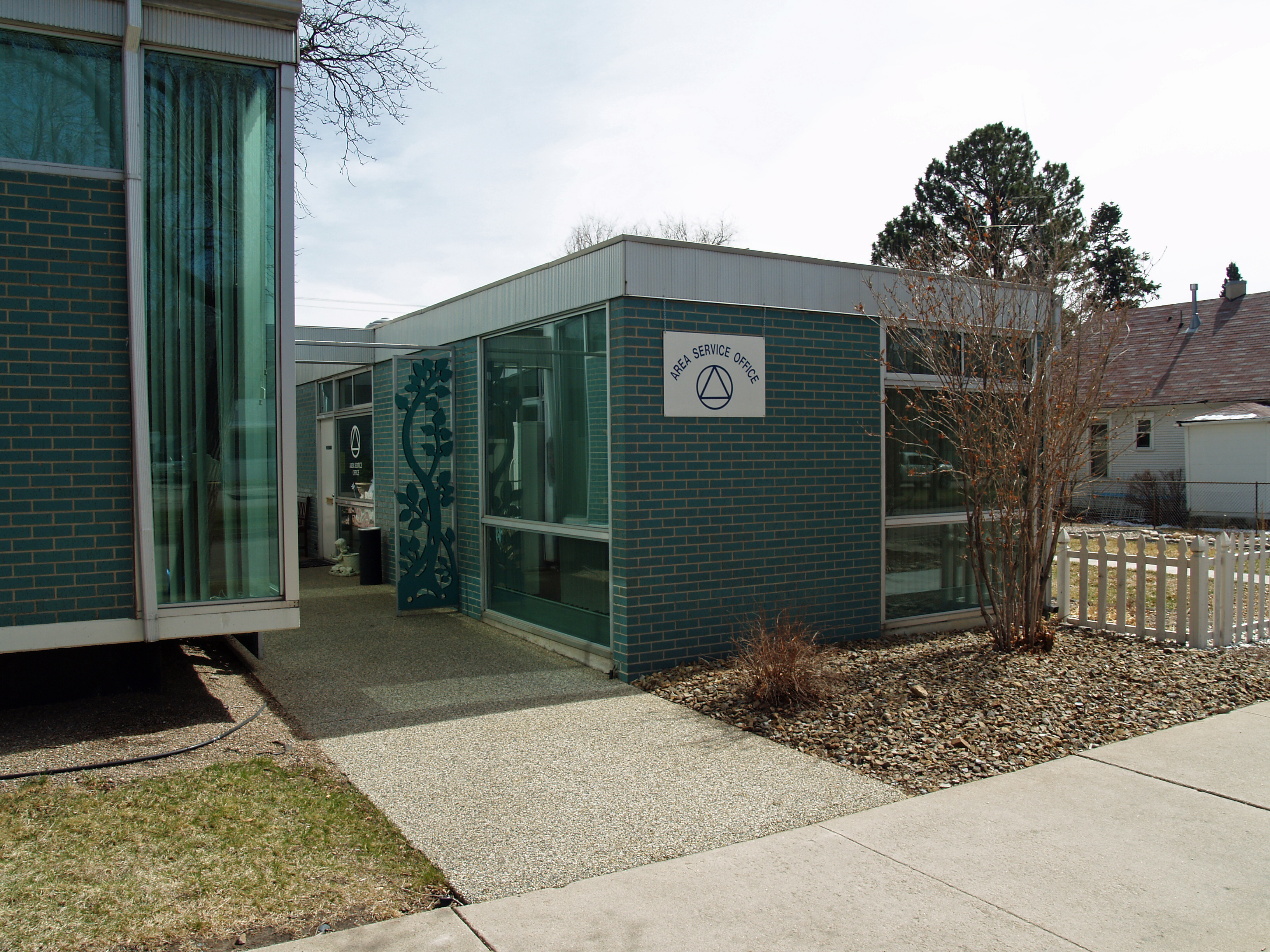
Centro Regional de Alcohólicos Anónimos en Estados Unidos.

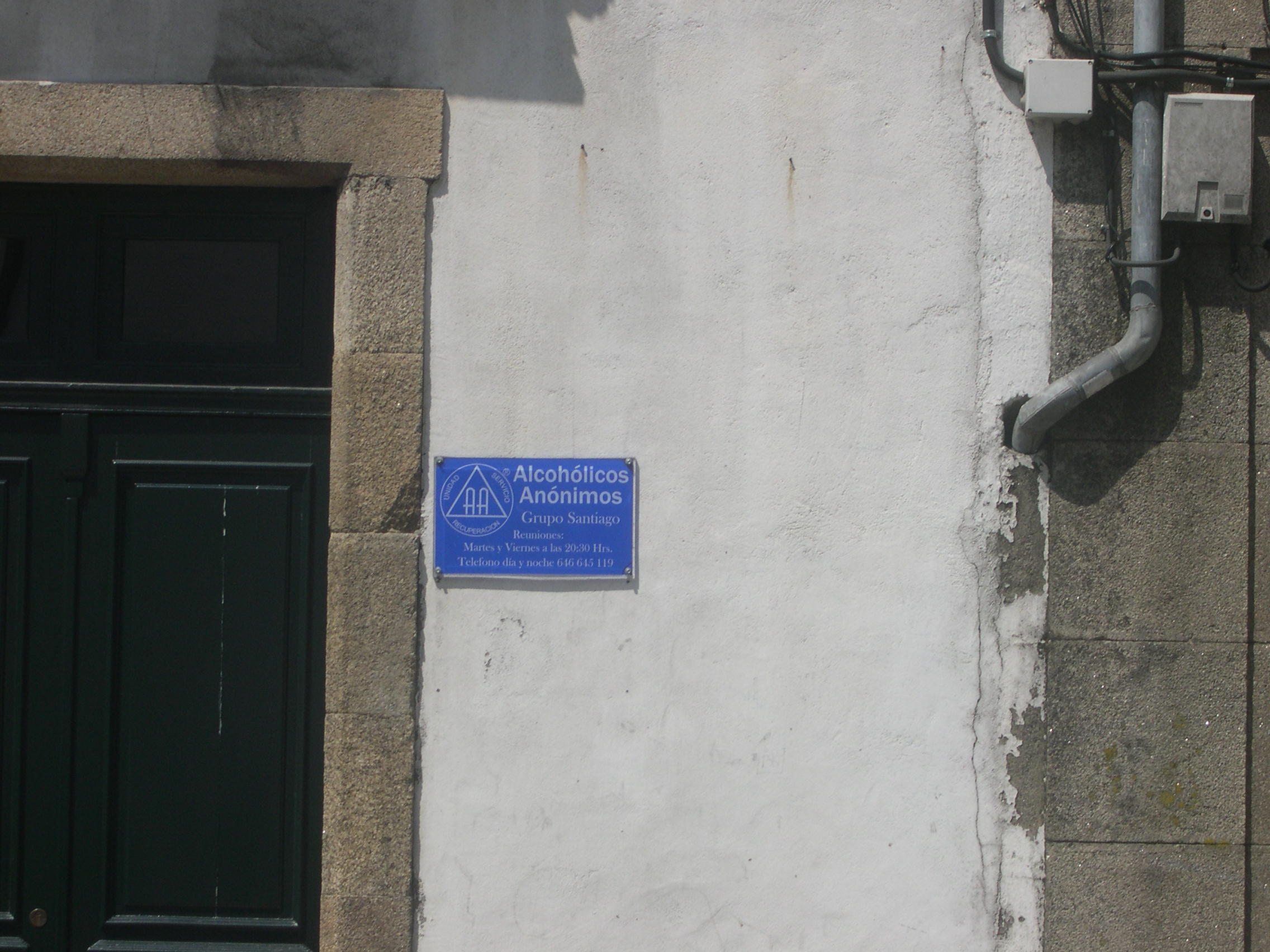
Entrada al local de Alcohólicos Anónimos en Santiago de Compostela, España.

El programa de doce pasos (en inglés: Twelve-step program; en portugués: Programa de doze passos; en francés: Programme des douze étapes) es un programa de recuperación orientado al tratamiento de la adicción y las dependencias químicas, emocionales, sexuales y otras. Fue concebido inicialmente con el objetivo de tratar la enfermedad del alcoholismo, y fue aplicado por primera vez en 1935 en Estados Unidos por Bill W. y el Dr. Bob, cofundadores de la comunidad de Alcohólicos Anónimos, quienes redactaron la primera edición del Libro Grande de AA que describe el programa basándose en su experiencia personal y en la experiencia personal de los primeros cien miembros de la comunidad. Más adelante, constatada la eficacia de los doce pasos, el programa fue extendido y adaptado prácticamente a todos los tipos de dependencia hasta la actualidad.

## Características
Todos los programas de este tipo siguen una versión de doce pasos con la única variante del problema a combatir (impotencia frente al alcohol, drogas, codependencia, neurosis, juego, etc.). Cada grupo se reúne regularmente y en cada sesión se discuten y analizan los problemas comunes, se comparten las victorias de cada cual, y se dan apoyo mutuo. Una de sus características más ampliamente conocidas es la de que, al comenzar a hablar, cada cual se presenta por su nombre de pila o sobrenombre, admitiendo de inmediato tener un problema y, al no dar su apellido, manteniendo el anonimato.

## Historia
El primero de este tipo de programas fue el de un grupo de Alcohólicos Anónimos (a veces denominados simplemente AA) en Akron, Ohio, Estados Unidos, iniciado en 1935 por William Griffith Wilson y por el Doctor Bob Smith, respectivamente conocidos por los miembros de AA como "Bill W" y "Dr. Bob". Fueron ellos que en los grupos crearon la tradición de utilizar solo el nombre de pila para identificarse unos con otros durante las sesiones y mantener de esta forma el anonimato.
Originalmente, los doce pasos fueron escritos por Wilson junto a otros miembros de AA y son la forma sugerida de recuperación. Estos Doce pasos tienen a su vez origen en los seis pasos del llamado "Grupo de Oxford",[cita requerida] en su momento creado e impulsado por el misionero cristiano Frank Buchman; el nombre de Oxford se refiere al origen geográfico de los miembros de los grupos iniciales, pero no a la conocida Universidad de Oxford, a pesar de que Wilson conocía y tenía contactos con esa institución. Estos grupos practicaban lo que ellos llamaban los "cuatro absolutos": pureza, honestidad, amor y falta de egocentrismo.
Tras un breve período de tiempo asociados en los grupos de Oxford, los fundadores de AA se dieron cuenta de que la rigidez y el fundamentalismo cristiano o religioso de este tipo de grupos no tenía cabida en su programa espiritual. De hecho, una de las Doce tradiciones que regulan el funcionamiento de AA en su totalidad indica que "AA no está afiliada a ninguna secta, religión, partido político, organización o institución alguna".
Además de la necesidad de alcanzar un despertar espiritual, en el llamado Big Book / Libro grande (texto básico del programa de recuperación de AA), Bill dio gran relevancia a las ideas sobre el alcoholismo del Dr. William D. Silkwork, así como a las del eminente psiquiatra Dr. Carl G. Jung. 
Algunos[¿quién?] afirman que, a partir de la publicación del libro Alcohólicos Anónimos se impulsó cierto universalismo laico en sustitución de una cerrada interpretación religiosa. No obstante lo cual, aún hoy día es corriente oír continuas referencias a Dios en las reuniones de AA, si bien esto es resultado de un uso social del lenguaje más que de una aceptación de un término de marcado carácter religioso. Otras nociones del Poder Superior que aparecen en el Big Book / Libro grande son "inteligencia universal" o "gran realidad interior". Muchos miembros utilizan las letras G.O.D. para referirse a su propia noción de poder superior como Great Out Doors -la naturaleza-.
Los Doce pasos pronto fueron acompañados de las Doce tradiciones, un conjunto de orientaciones para el desarrollo y organización de AA, y también de las Doce promesas.

## Los doce pasos
1. Admitimos que éramos impotentes ante el alcohol y que nuestras vidas se habían vuelto ingobernables.
2. Llegamos a creer que un Poder superior a nosotros podría devolvernos el sano juicio.
3. Resolvimos confiar nuestra voluntad y nuestra vida al cuidado de Dios, según nuestro propio entendimiento de Él.
4. Sin temor, hicimos un sincero y minucioso examen de conciencia.
5. Admitimos ante Dios, ante nosotros mismos y ante otro ser humano la naturaleza exacta de nuestras faltas.
6. Estuvimos enteramente dispuestos a que Dios eliminase todos estos defectos de carácter.
7. Pedimos a Dios humildemente que nos librase de nuestras culpas.
8. Hicimos una lista de todas las personas a quienes habíamos perjudicado, y estuvimos dispuestos a reparar el mal que les ocasionamos.
9. Reparamos directamente el mal causado a esas personas cuando nos fue posible, excepto en los casos en que el hacerlo les hubiese infligido más daño o perjudicado a un tercero.
10. Proseguimos con nuestro examen de conciencia, admitiendo espontáneamente nuestras faltas al momento de reconocerlas.
11. Mediante la oración y la meditación, tratamos de mejorar nuestro contacto consciente con Dios y le pedimos tan solo la capacidad para reconocer su voluntad y las fuerzas para cumplirla.
12. Habiendo logrado un despertar espiritual como resultado de estos pasos, tratamos de llevar este mensaje a otras personas y practicar estos principios en todas nuestras acciones.

Estos doce pasos se complementan con las "doce tradiciones" y las "doce promesas". 

## Las doce tradiciones
Las doce tradiciones son:
1. Nuestro bienestar común debe ser lo primero; la recuperación personal depende de la unidad de AA.
2. En la búsqueda de nuestro objetivo común, solo existe una autoridad fundamental: un Dios amoroso tal como se puede manifestar en la conciencia de nuestro grupo. Nuestros líderes son solo servidores de confianza, no gobiernan.
3. El único requisito para ser miembro de AA es el deseo de dejar de beber.
4. Cada grupo debe ser autónomo, excepto en asuntos que afecten a otros grupos o al Movimiento en su conjunto.
5. Cada grupo tiene un solo propósito principal, llevar su mensaje al alcohólico que todavía sufre.
6. Un grupo nunca debe respaldar o financiar otras organizaciones, ya sean relacionadas o ajenas a AA, o prestarles el nombre de Alcohólicos Anónimos, para que no nos distraigan preocupaciones de dinero, propiedad o prestigio de nuestro principal objetivo.
7. Todos los grupos deben ser totalmente autosuficientes y rechazar las contribuciones externas.
8. Aunque el movimiento de Alcohólicos Anónimos siempre debe ser poco profesional, nuestros centros de servicio pueden contratar empleados calificados.
9. Como confraternidad, Alcohólicos Anónimos nunca debería tener una estructura formal, pero podemos formar juntas o comités de servicio responsables directamente ante aquellos a quienes sirven.
10. El movimiento de Alcohólicos Anónimos no expresa ninguna opinión sobre asuntos extraños; por lo tanto, el nombre de AA nunca debe estar involucrado en controversias públicas.
11. Nuestra política de relaciones públicas se basa en la atracción más que en la publicidad; debemos mantener siempre el anonimato personal en la prensa escrita y oral, así como en el cine.
12. El anonimato es la base espiritual de todas nuestras tradiciones y nos recuerda constantemente anteponer los principios a las personalidades.

## Las doce promesas
Por otro lado, las doce promesas de Alcohólicos Anónimos son las siguientes:
1. Nos sorprenderán los resultados, incluso después de ir a mitad de camino.
2. Experimentaremos nueva libertad y nueva felicidad.
3. No nos arrepentiremos del pasado más de lo que querremos olvidarlo.
4. Entenderemos el significado de la palabra serenidad y conoceremos la paz.
5. Por profunda que haya sido nuestra caída, veremos cómo nuestra experiencia puede beneficiar a otros.
6. Perderemos la sensación de ser inútiles y dejaremos de sentir lástima de nosotros mismos.
7. Dejando a un lado nuestros propios intereses, estaremos más interesados en nuestros semejantes.
8. Ya no nos volveremos exclusivamente a nosotros mismos.
9. A partir de ahora veremos la vida de otra manera.
10. El miedo a las personas y la inseguridad financiera desaparecerá.
11. Nuestra intuición dictará nuestro comportamiento en situaciones que antes nos confundían.
12. De repente nos daremos cuenta de que Dios está haciendo por nosotros lo que nosotros no podríamos hacer por nosotros mismos.

## Relación con la religión
Muchos de sus miembros son quienes defienden la creencia de que el éxito del programa de doce pasos se debe fundamentalmente en desistir de la autoconfianza y de la propia voluntad, del egocentrismo, para avanzar en el proceso de recuperación, dejando dicho cambio de vida en manos de un "poder superior". 
Por el contrario, los críticos de este tipo de programas señalan que esta dependencia es ineficaz y ofensiva, y posiblemente inaplicable en el caso de ateos o de otras personas que no creen en la posibilidad de una divinidad salvadora y todopoderosa. También señalan que los doce pasos no ayudan a combatir la adicción y/o trastornos sino que en vez de resolverla, la elude, evitando el objeto de la adicción, es decir, no enseña a manejar el consumo como cualquier otro que consume alcohol habitualmente, sino que victimiza al adicto y como única respuesta ofrece evitarlo ya que se sienta desde un principio la idea de que no lo podrá manejar jamás. Como respuesta, partidarios de los programas de doce pasos argumentan que muchos ateos recibieron y reciben ayuda y pudieron recuperarse gracias a este método. De hecho, en el seno de AA hay grupos de agnósticos que están totalmente integrados y aceptados.